# 225225 Ninagrunewald
225225 Ninagrunewald è un asteroide della fascia principale. Scoperto nel 2008, presenta un'orbita caratterizzata da un semiasse maggiore pari a 3,2035092 UA e da un'eccentricità di 0,0480962, inclinata di 14,74319° rispetto all'eclittica.